# Andrey Sapenko
Andrey Sapenko (kyrillisch Андрей Сапенко, russisch Андрей Цапенко, auch Andrey Tsapenko; * 20. Januar 1987) ist ein usbekischer Fußballschiedsrichterassistent. Er steht seit 2012 auf der Liste der FIFA-Schiedsrichter.

## Karriere
Als Assistent begleitete er nebst Einsätzen im AFC Cup und der AFC Champions League auch in der Gruppenphase der Südostasienmeisterschaft 2016 zwei Partien unter der Leitung von Valentin Kovalenko sowie Rowan Arumughan. Später wurde er für den Intercontinental Cup 2019 nominiert, wo er im Team von Jasur Mukhtorov und Axrol Risqullayev eingesetzt wurde. Unter letzterem kam er auch im Finalspiel zum Einsatz. Es folgten weitere Partien bei der Endrunde der U-23-Asienmeisterschaft 2020, wo er in zwei Gruppenspielen unter Ilgiz Tantashev und Hettikamkanamge Perera zum Einsatz kam.
Auch bei der Asienmeisterschaft 2024 gehörte er zum Aufgebot der Assistenten und war in vier Partien Tantashev unterstellt. Anfang April 2024 wurde er als Assistent für die Olympischen Sommerspiele 2024 erneut in das Team von Tantashev berufen.